# Якушайка

Якушайка — река в России, протекает в Соликамском районе Пермского края. Устье реки находится в 12 км по левому берегу реки Мель. Длина реки составляет 11 км.
Исток реки в предгорьях Северного Урала в 15 км к югу от посёлка Красный Берег. Река течёт на север, всё течение реки проходит по ненаселённой местности, среди холмов, поросших елово-пихтовой тайгой.

## Данные водного реестра
По данным государственного водного реестра России относится к Камскому бассейновому округу, водохозяйственный участок реки — Кама от водомерного поста у села Бондюг до города Березники, речной подбассейн реки — бассейны притоков Камы до впадения Белой. Речной бассейн реки — Кама.
По данным геоинформационной системы водохозяйственного районирования территории РФ, подготовленной Федеральным агентством водных ресурсов:
- Код водного объекта в государственном водном реестре — 10010100212111100005225
- Код по гидрологической изученности (ГИ) — 111100522
- Код бассейна — 10.01.01.002
- Номер тома по ГИ — 11
- Выпуск по ГИ — 1